# Gare de Kyoto
La gare de Kyoto (京都駅, Kyōto-eki) est la plus grande gare ferroviaire de la ville de Kyoto, et l'une des plus importantes du Japon. Elle est desservie à la fois par le Shinkansen, les réseaux des compagnies JR West et Kintetsu, et le métro de Kyoto.
La gare fait face à la Tour de Kyoto dans l'arrondissement de Shimogyō. Les bâtiments actuels datent de 1997. Son architecture avait été critiquée à sa construction en raison de son modernisme et de son gigantisme. La gare fait aussi fonction de centre commercial, d'hôtel, comporte de nombreux restaurants et propose une vue sur la ville depuis le sommet des onze étages.

## Situation ferroviaire
La gare de Kyoto est située au point kilométrique (PK) 476,3 de la ligne Shinkansen Tōkaidō et au PK 445,9 de la ligne principale Tōkaidō (ligne Biwako et ligne JR Kyoto). Elle marque le début des lignes Nara, Sanin (ligne Sagano) et Kintetsu Kyoto.
La station de métro est située au PK 10,3 de la ligne Karasuma.

## Historique
La gare de Kyoto a connu plusieurs versions au cours de son histoire :
- Première gare : La gare initiale a ouvert ses portes le 5 février 1877, lors de la modernisation initiée par l'empereur Meiji.

- Seconde gare : En 1914, un nouveau bâtiment voyageurs est construit à côté du premier pour faire face à l'augmentation du nombre de passagers. L'ancien bâtiment est alors démoli. La gare fut ravagée par un incendie en 1950. En janvier 1934, une bousculade fait 77 morts.

- Troisième gare : À la suite de l'incendie de la seconde gare, une nouvelle fut construite en 1952, plus moderne.

- Gare actuelle  : La gare a été reconstruite à l'occasion du 1200e anniversaire de la notification de la ville (anciennement Heian-kyō) comme capitale du Yamato (ancien nom du Japon) par l'empereur Kammu en 794. Son inauguration a eu lieu en 1997.

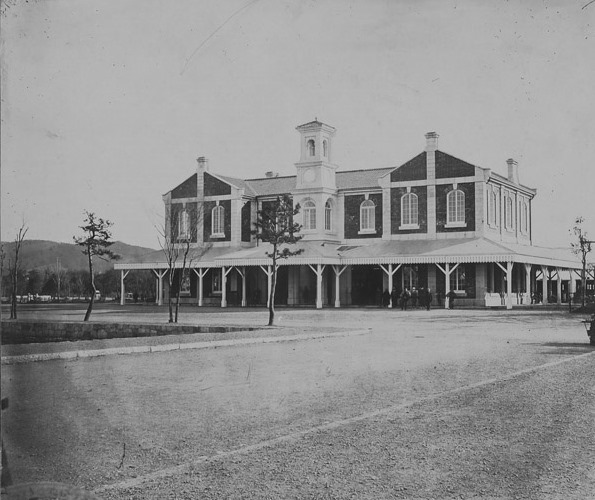
La première gare de Kyoto.
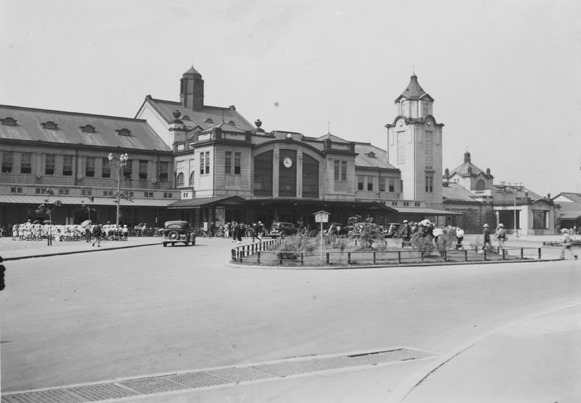
La seconde gare de Kyoto.
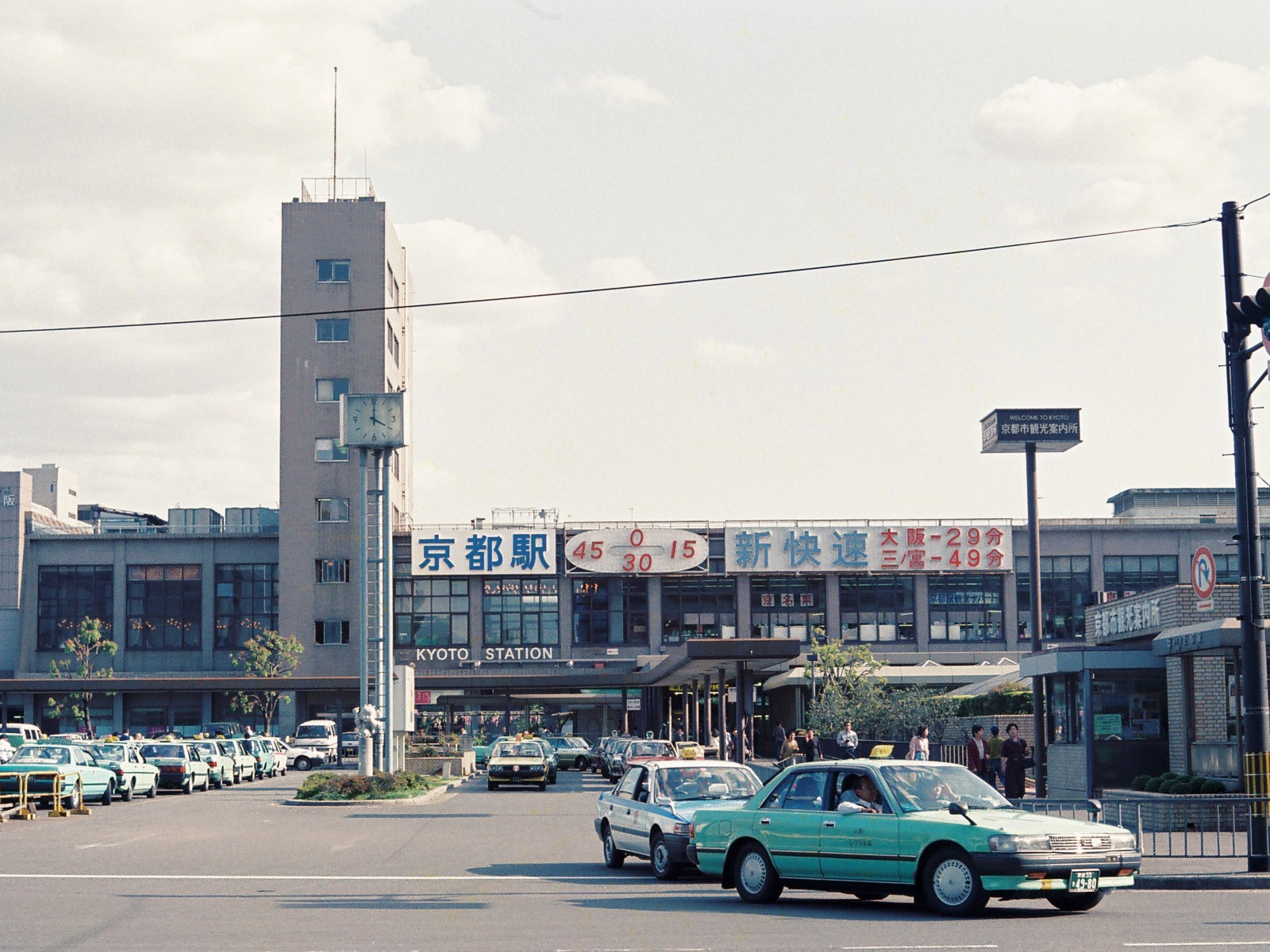
La troisième gare de Kyoto.
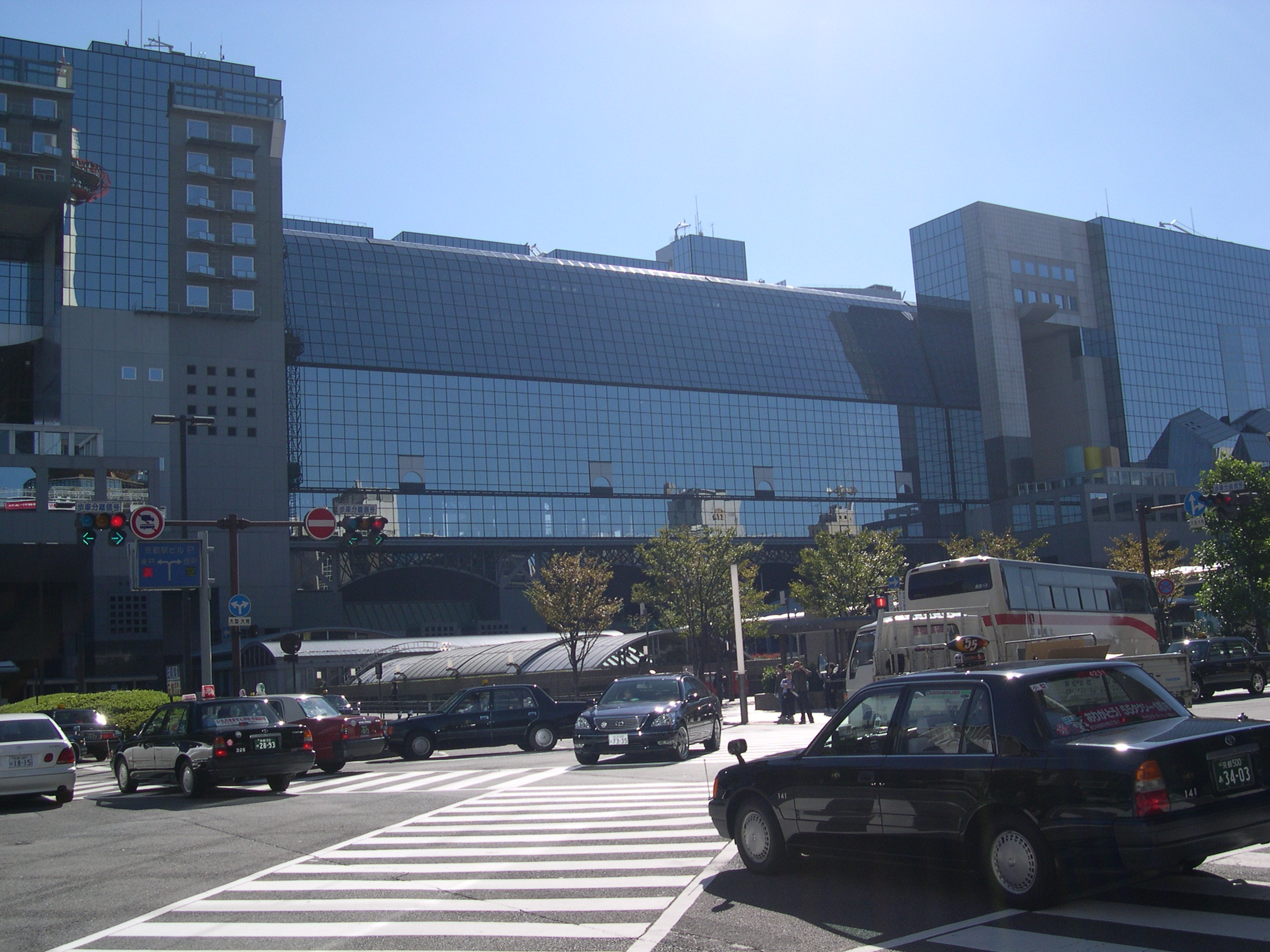
La gare actuelle.

## Service des voyageurs

### Accueil
La gare a deux points d’accès principaux :
- au niveau du bâtiment principal situé au nord de la gare (appelé côté Karasuma),
- au sud de la gare (appelé côté Hachijo).

Les deux côtés sont reliés par plusieurs passages piétonniers au-dessus ou en dessous des voies.
Pour la vente des billets, la gare comprend des guichets de vente et des distributeurs automatiques. Elle contient également de nombreux magasins, hôtels, jardins et restaurants. Pour son toit en damier, l'architecte Hiroshi Hara s'est inspiré de la disposition des ruelles de la vieille ville.
Les principales enseignes de la gare sont :
- côté Karasuma :
  - Isetan (magasin, restaurants),
  - The Cube (restaurants, magasin),
  - Porta (magasin),
  - Kyoto Gekijo (théâtre),
  - Hôtel Granvia Kyoto,
- côté Hachijo :
  - Asty Square et Asty road (souvenirs).

En moyenne en 2017, 711 566 voyageurs ont transité chaque jour par cette gare.

### Desserte

#### JR West
Les quais JR West sont situés en surface. La voie 0 est accolée au bâtiment principal.
- Ligne Biwako :
  - voie 0 : direction Kusatsu (interconnexion avec la ligne Kusatsu), Maibara (trains express Rakuraku Biwako), Takayama (trains express Hida)
  - voies 2 et 3 : direction Maibara

- Ligne Kosei :
  - voie 0 : direction Ōmi-Imazu et Tsuruga (trains express Thunderbird)
  - voies 2 et 3 : direction Ōmi-Imazu

- Ligne JR Kyoto :
  - voies 4 et 5 : direction Osaka et Sannomiya
  - voies 6 et 7 : direction Osaka, Shingū (trains express Kuroshio), Tottori (trains express Super Hakuto), Aéroport du Kansai (trains express Haruka)
  - voie 30 : Aéroport du Kansai (trains express Haruka)

- Ligne Nara :
  - voies 8 à 10 : direction Uji et Nara

- Ligne Sagano / Ligne principale Sanin :
  - voie 31 : direction Fukuchiyama, Kinosaki-Onsen (trains express Kinosaki), Higashi-Maizuru (trains express Maizuru) et Toyooka (trains express Hashidate)
  - voie 32 et 33 : direction Sonobe et Fukuchiyama

#### JR Central
Les quais Shinkansen sont situés au sud de la gare, en hauteur.
- Ligne Shinkansen Tōkaidō :
  - voies 11 et 12 : direction Nagoya et Tokyo
  - voies 13 et 14 : direction Shin-Osaka et Hakata

#### Kintetsu
Les quais Kintetsu sont situés au sud de la gare, sous les voies Shinkansen.
- Ligne Kintetsu Kyoto :
  - voies 1 à 4 : direction Tambabashi, Shin-Tanabe, Yamato-Saidaiji, Kintetsu-Nara, Kashiharajingu-mae et Kashikojima

#### Métro de Kyoto
La station de métro est située en souterrain, au nord-est de la gare.
- Ligne Karasuma :
  - voie 1 : direction Takeda
  - voie 2 : direction Kokusaikaikan

### Intermodalité
Un grand terminal de bus se trouve au nord de la gare. Un autre terminal se trouve au sud.

## Gares/Stations adjacentes
| Ligne JR Kyōto Direction Himeji |  | JR West                                   |  | Ligne Biwako Direction Maibara |
| Takatsuki                       |  | Special Rapid Service 新快速 Shin-Kaisoku |  | Yamashina                      |
| Nagaokakyō                      |  | Rapid Service 快速 Kaisoku (le matin)     |  | Yamashina                      |
| Nishiōji                        |  | Rapid Service 快速 Kaisoku (l'après midi) |  | Yamashina                      |
| Nishiōji                        |  | Local 普通 Futsū                          |  | Yamashina                      |

Les trains Rapid Service de la ligne JR Kyoto deviennent des trains locaux sur la ligne Biwako

## Galerie

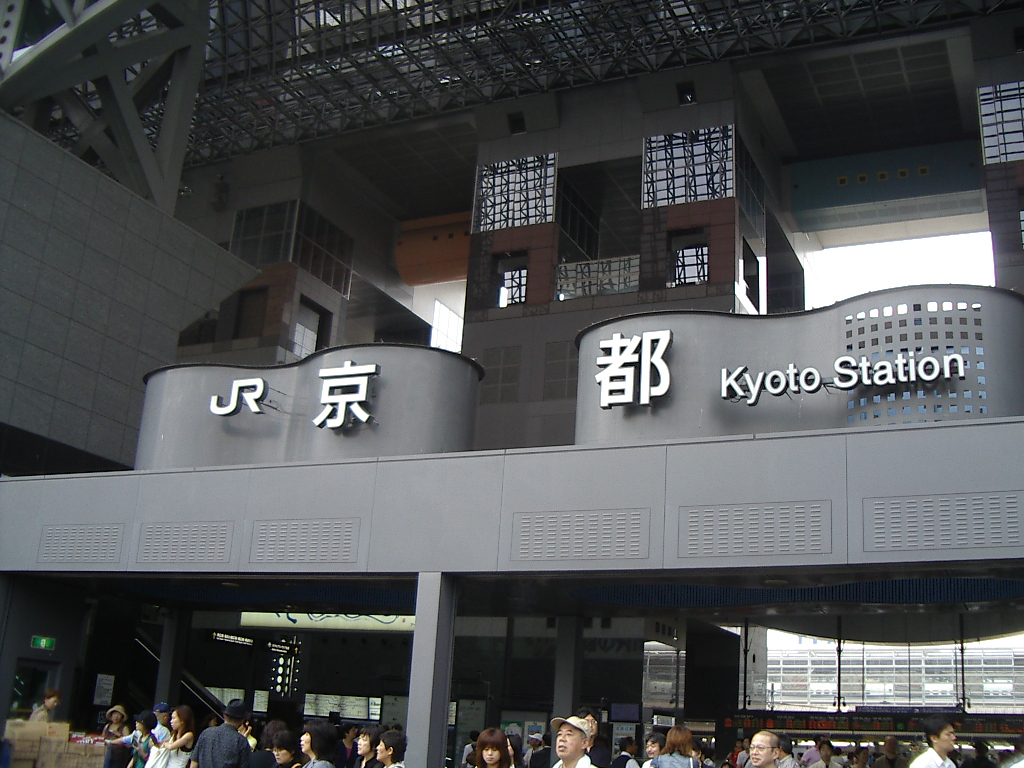
Entrée principale côté Karasuma
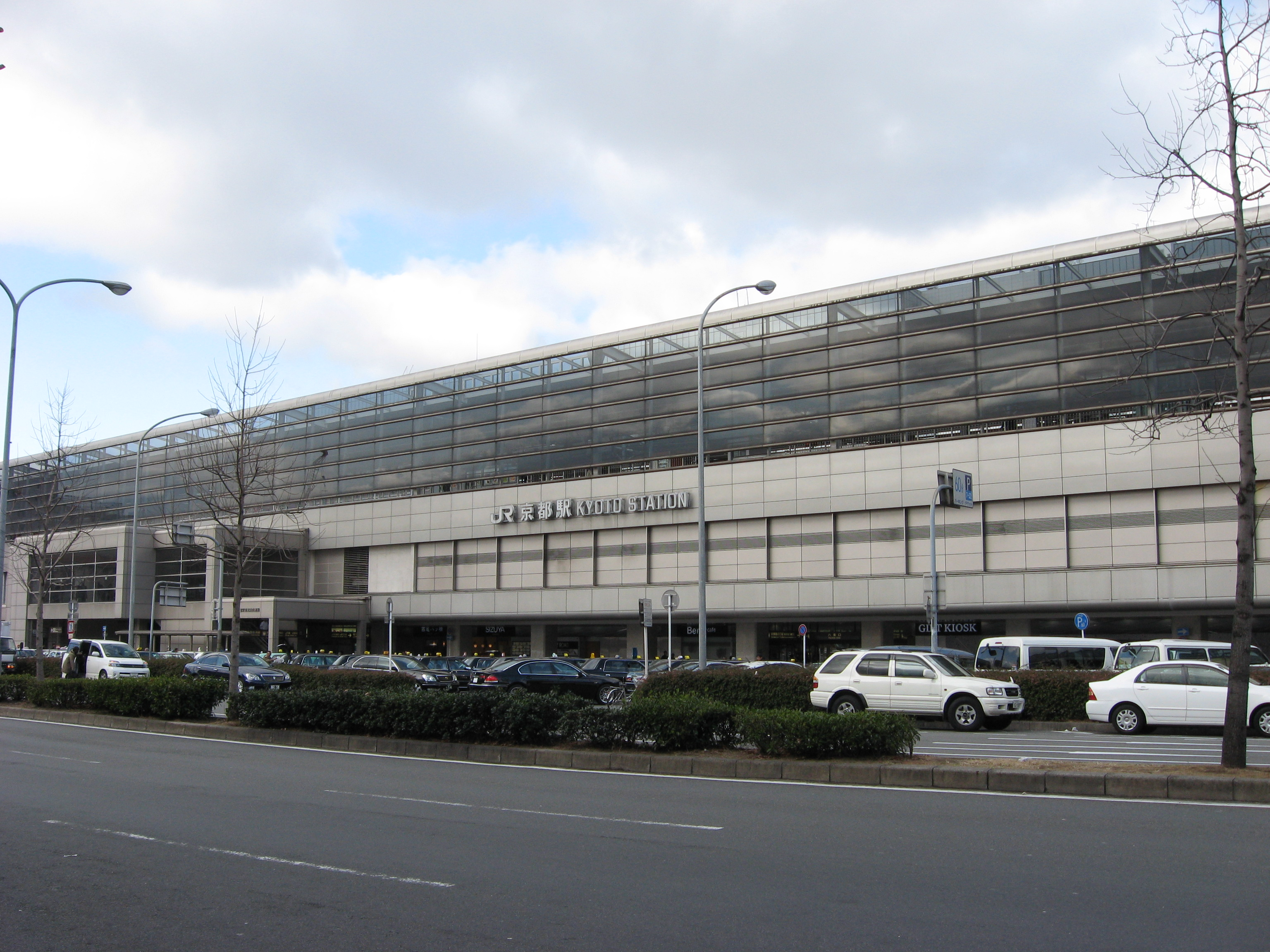
Entrée côté Hachijo
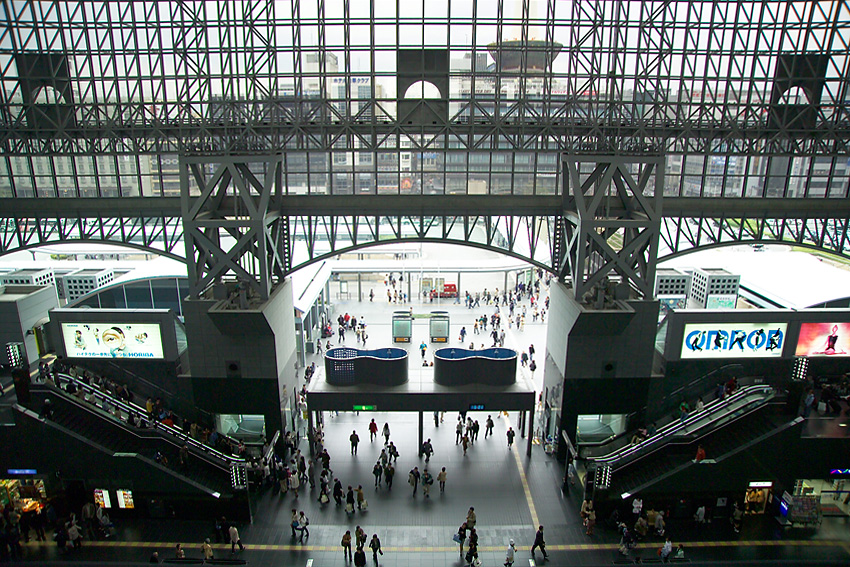
Intérieur de la gare.
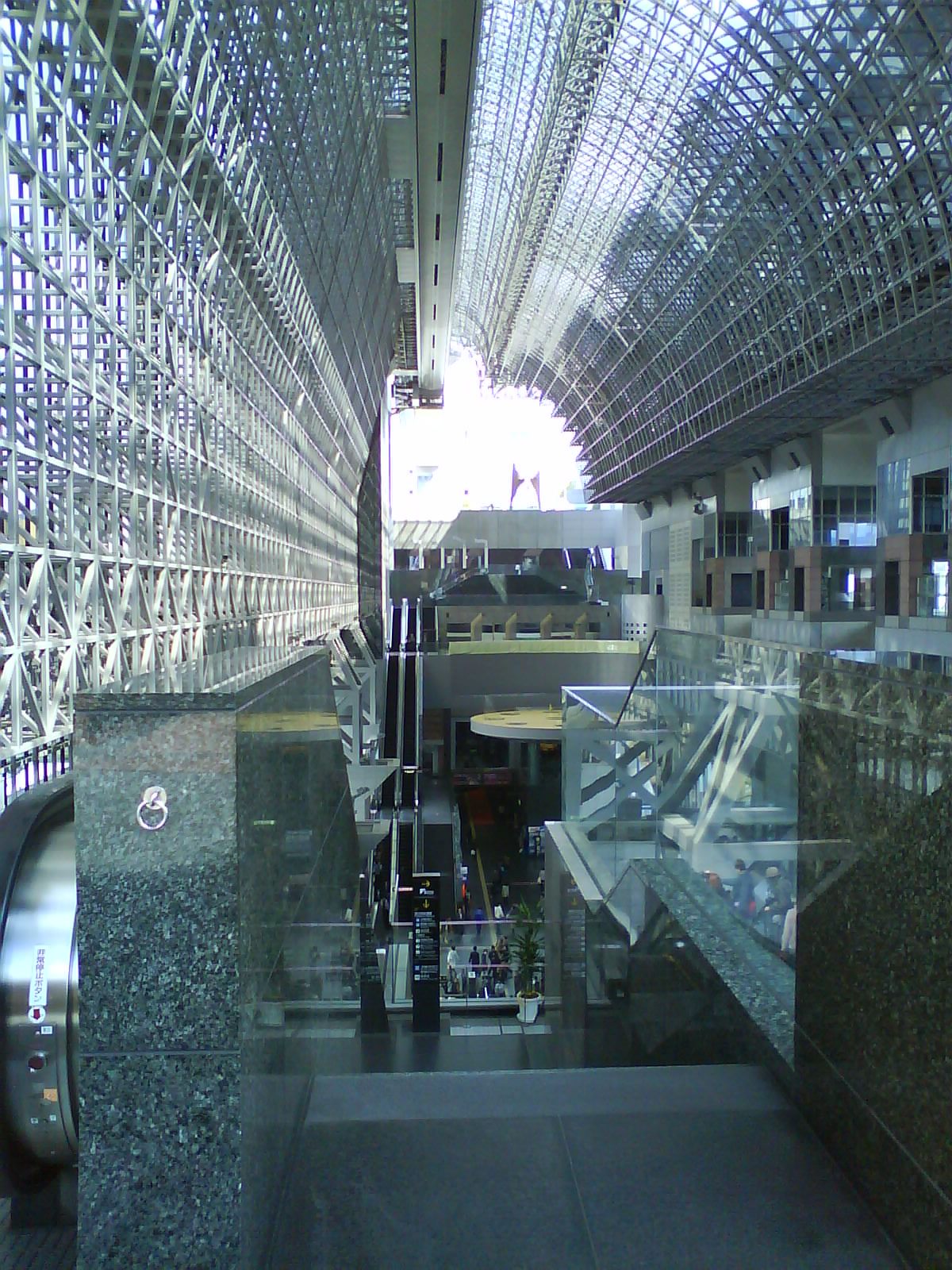
Intérieur de la gare.
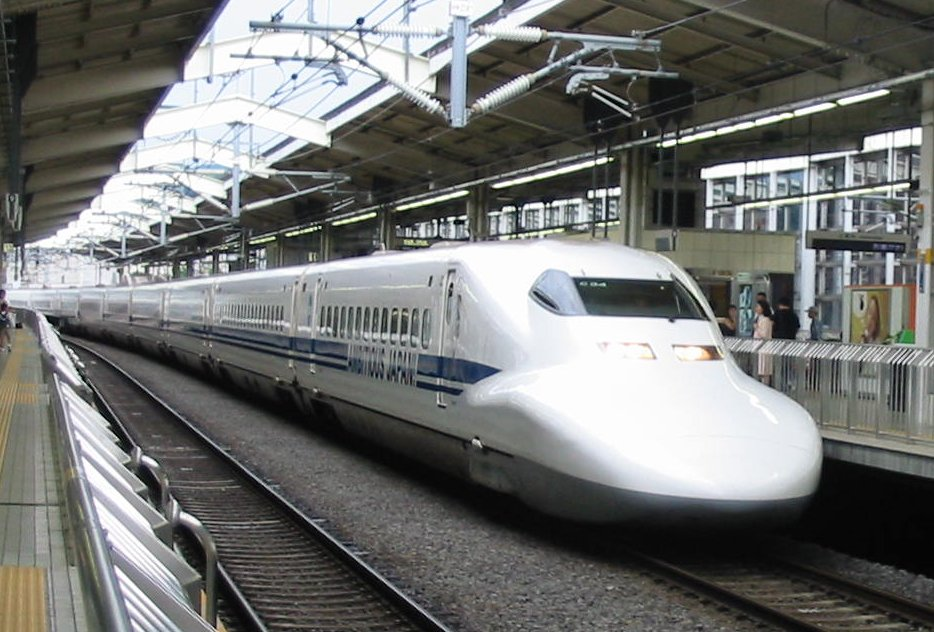
Quais Shinkansen.
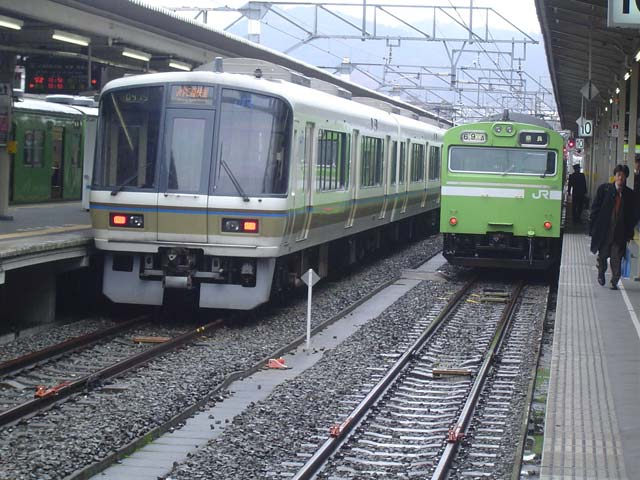
Quais de la ligne Nara.
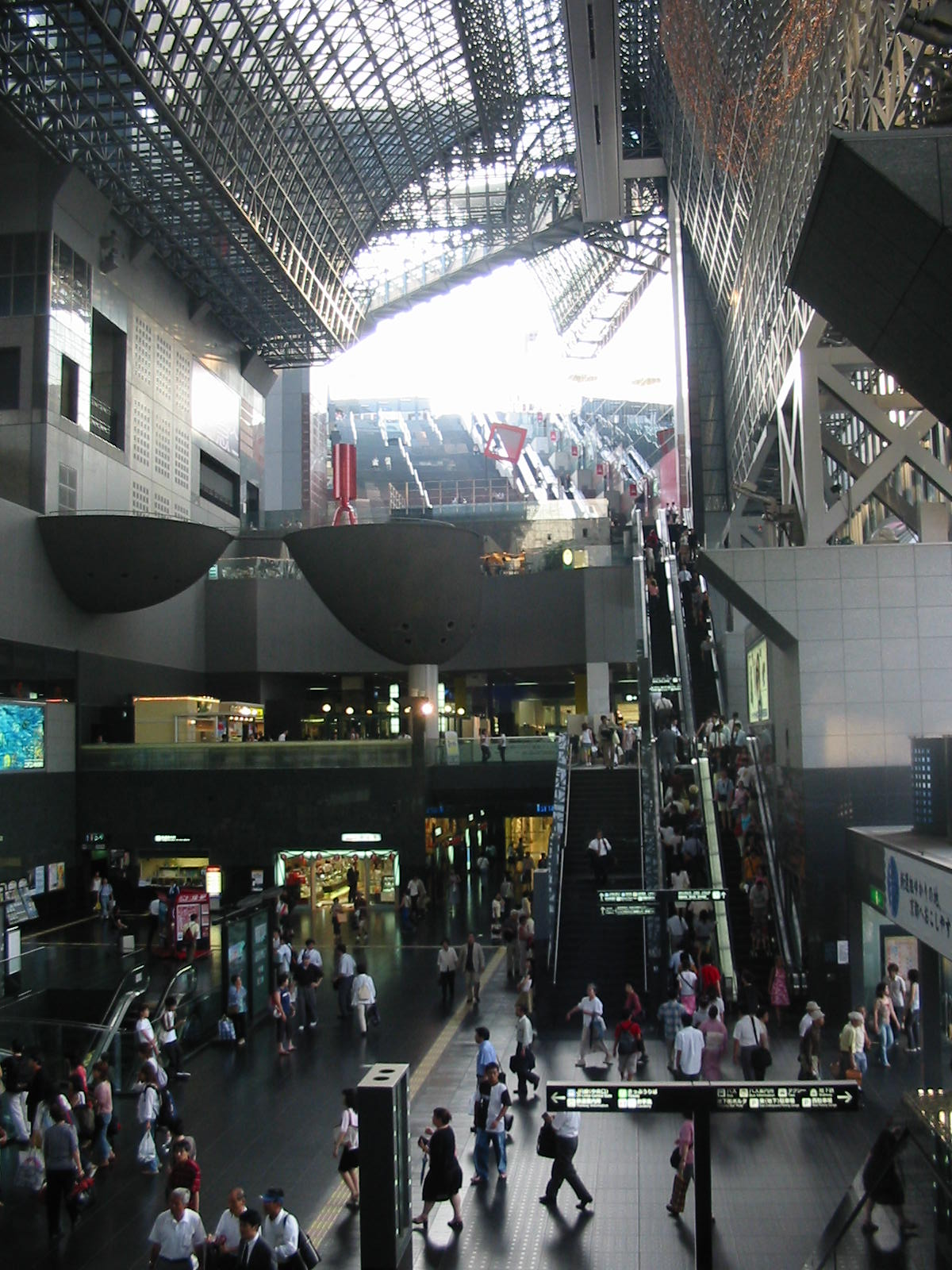
Escalators menant à la terrasse.
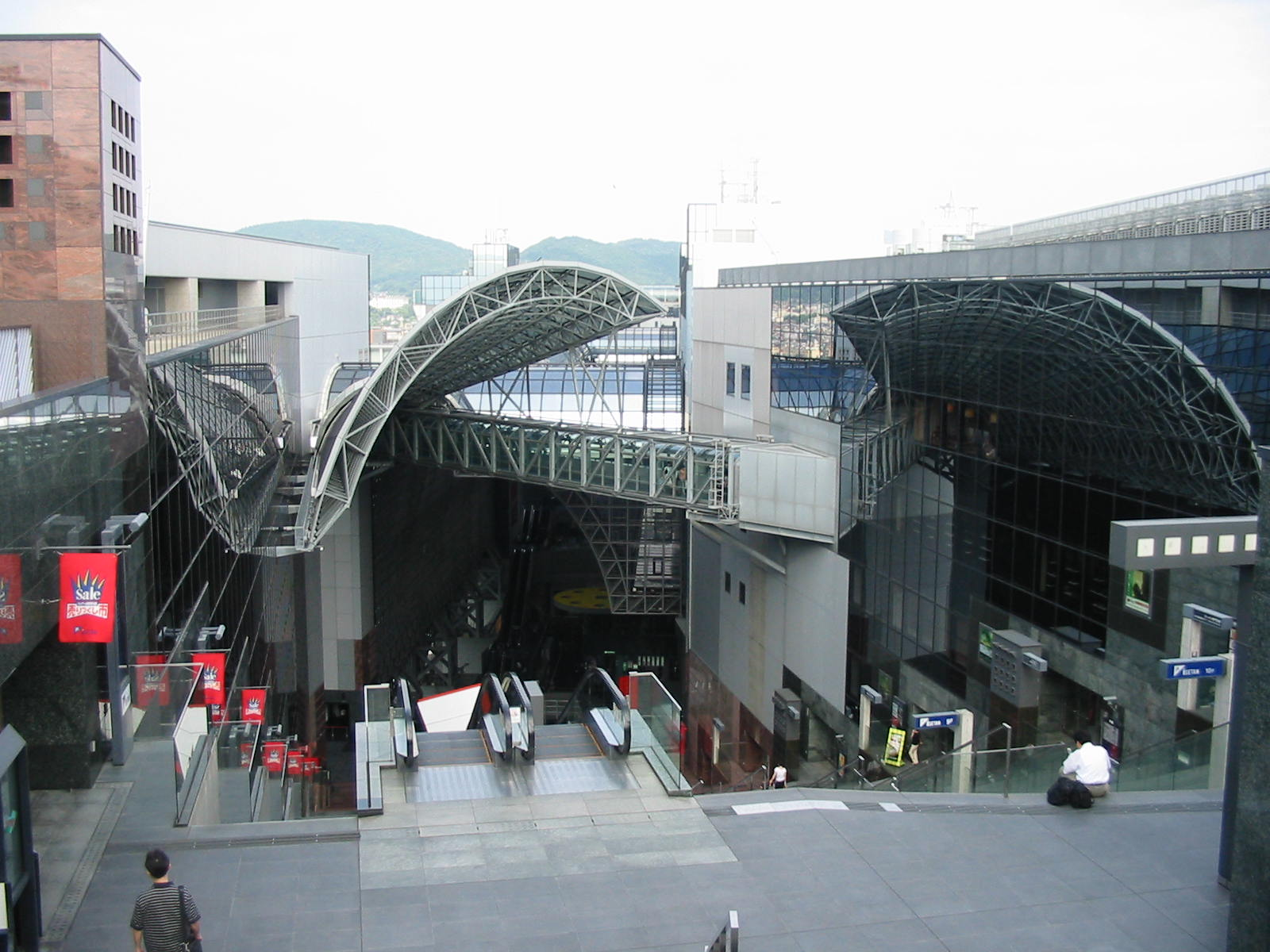
Escalators vus depuis la terrasse.
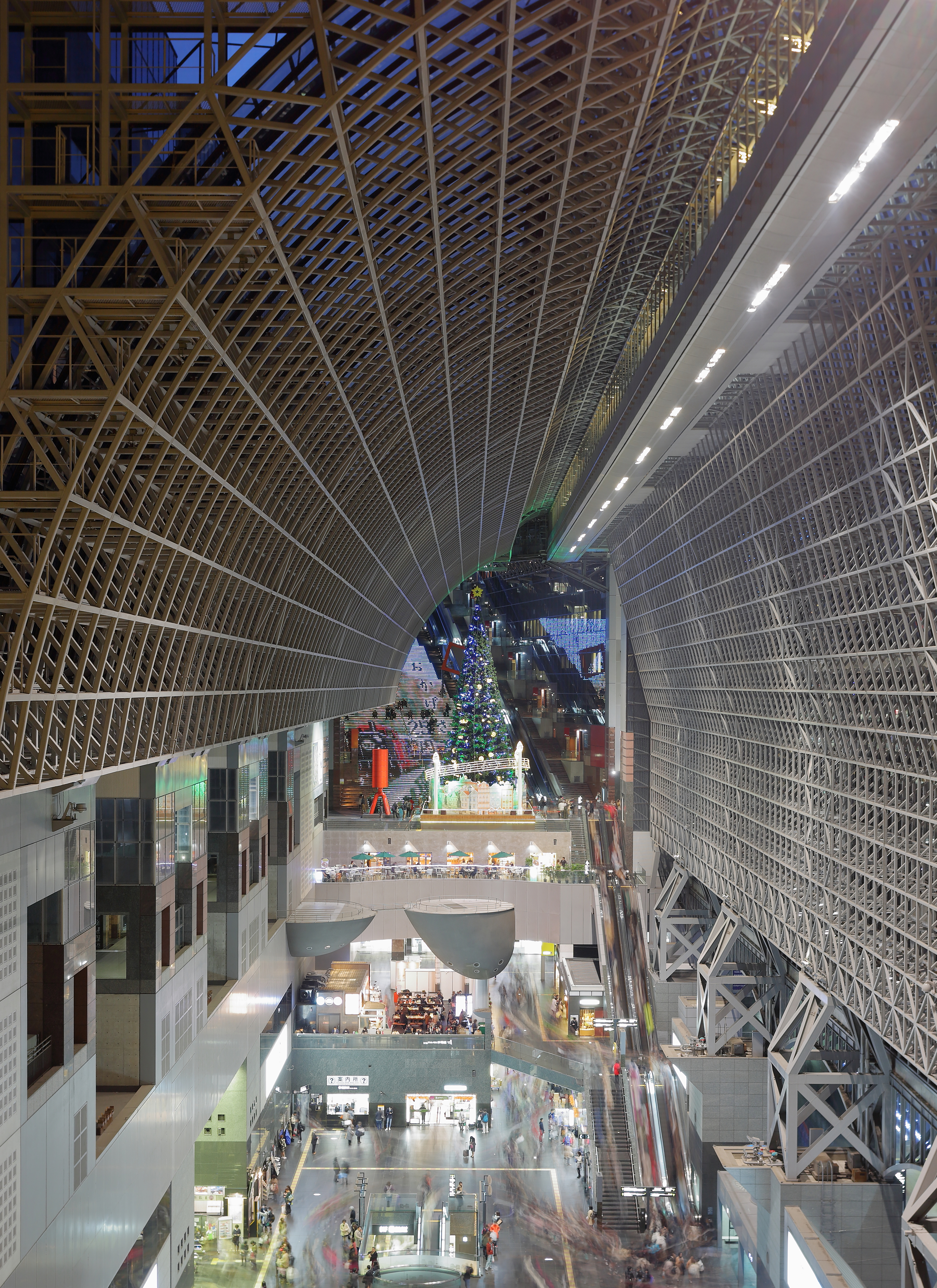
Intérieur vu depuis le côté est du hall principal.
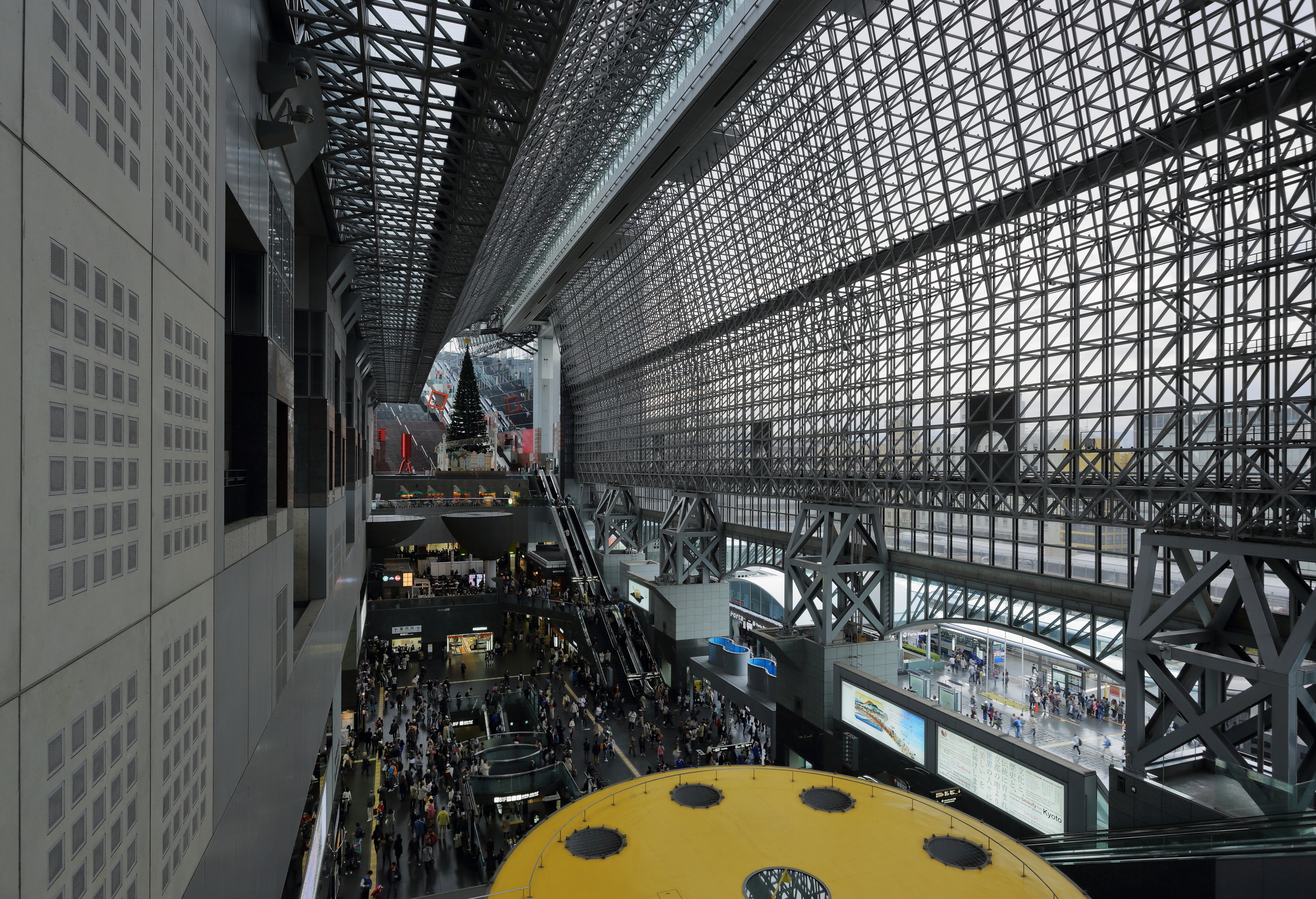
Intérieur.